# Doom metal

Tony Iommi gitárstílusa nagyban befolyásolta és meghatározta a doom metalt

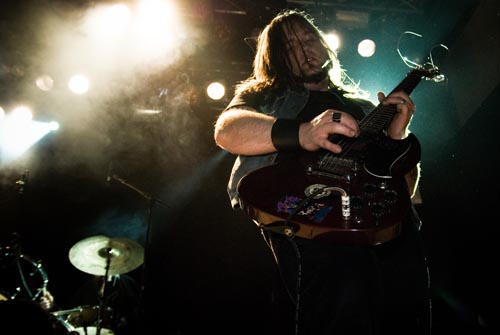
Jus Oborn, a varázsló 2007-ben

A doom metal a heavy metal zenei stílus egyik alfaja, amely az 1980-as évek első fele óta a metal zene önálló alműfajának minősül.
Általános zenei jellemzői a legtöbb metal stílushoz képest a rendkívül lassú tempó, mélyre hangolt gitárok és sokkal súlyosabb hangzás. A zene és a dalszövegek hangulatvilága legtöbbször félelmetes, nyomasztóan sötét, a pusztulás érzésével áthatott.
Zeneileg a műfajra jelentős hatást gyakoroltak a Black Sabbath zenekar korai anyagai. A műfaj számos zenész képviselője és rajongója a Black Sabbath azonos című első és Paranoid c. második albumát jelöli meg, mint a doom metal legkorábbi előfutárait.

## Hangszerelés
Gitárok, basszusgitárok és dobok a legáltalánosabb hangszerek a műfajban. A lehangolt, súlyos gitár riffeket kulcsfontosságú összetevőként tartják számon szinte mindegyik doom metal alműfajban. Egyes zenekarok alkalmanként billentyűs hangszereket is használnak. A tradicionális doom metal zenekarok többnyire a tiszta vokálokat részesítik előnyben, gyakran Ozzy Osbourne korai Black Sabbath felvételeiből vagy operákból vételezett hangmintákat is alkalmaznak. Extrém metal hatásokkal rendelkező zenekarok előszeretettel alkalmazzák a death, black és thrash metal terén általános hörgő-, morgó vokált, sikolyt. Néhány doom metal zenekar, mint például a brit My Dying Bride vagy a Funeral hegedűt is használnak.
A drone-doom  (vagy drone metal) a doom metal egyik alműfaja, melyre a nagyon lassú, ritmusmentes és borongós hangulatú dalok jellemzőek. A műfaj két jelentős képviselője a Sunn O))) és az Earth.
Egy másik ága a stílusnak a funeral doom, amelyben a drone-hoz hasonló extrém lassú tempó és depresszív, negatív hangulatú szövegek jelennek meg, tipikusan hörgő vokállal. A stílust képviselő legjelentősebb zenekarok a Skepticism, vagy az Esoteric.
Érdemes megemlíteni a stílus modern, európai képviselőit is. A 2000-es évek óta rengeteget fejlődött a műfaj, ha lehet, még pszichedelikusabb irányba. Egészen eklektikussá vált a kontinens felhozatala, az élén olyan zenekarokkal, mint az Ufomammut, a Monolord vagy az Amenra.

## Szövegek
A dalszövegek nagyon fontos szerepet játszanak a doom metal keserves, sötét, néha epikus légkörének megteremtésében, mivel legtöbbször pesszimista perspektívából tekintenek a világra és az életre, bár ez zenekartól függő és változó. Általában központi témák a következők: keserűség, veszteség, depresszió, halál, paranoia, harag, melankólia, valamint más negatívumok. Számos zenekar, mint például a Saint Vitus, Anathema, Katatonia meglehetősen személyes, önelemző dalszövegeket ad elő, míg sok másik, mint például a Candlemass, Morgion, Esoteric inkább az absztrakt, mitologikus, vallási és/vagy fantasy szimbolizmust részesíti előnyben.
A vallásokhoz kapcsolódó témák gyakori elemei a doom metal dalszövegeknek. Néhány zenekar a kereszténység ábrázolásmódját alkalmazza esztétikai és szimbolikai célok érdekében. A doom metal dalszövegek középpontjában gyakran az individualizmus áll a hit ellenében. Mindazonáltal léteznek szép számmal keresztény doom metal zenekarok is, többek között a Deborah, a Paramaecium, az A. W. A. S. és az Apostisy.

## Hazai doomerek
A műfaj legnevesebb hazai képviselői az európai szinten is elismert soproni  Wall of Sleep, a Stereochrist, a Mood a Magma Rise a Sunday Fury, és a Devil Seed is, illetve a Dreams After Death, mely hazánk egyetlen jelenleg is aktív funeral doom projektje. A Nevergreen együttest is ide lehet sorolni pl. Erős mint a Halál albumával, valamint részben idesorolható a Virrasztók is.